# Магнолија
Магнолија (лат. Magnolia) је назив рода дрвенастих биљака из истоимене фамилије (Magnoliaceae). Представници овог рода су дрвеће или жбунови, често са крупним листовима (код врсте Magnolia macrophylla величина листа је до 1 m). Цветови бивају опрашени инсектима (ентомофилија). Плод је збирни, изграђен од спирално распоређених 1-2-семених мешкова, налик на шишарку. После пуцања плодова семена висе са грана на дугачким нитима.
Род магнолија има око 210 врста распрострањених у источној Азији (листопадне врсте) и атлантском делу Северне Америке (зимзелене врсте). Многе врсте се гаје као украсно парковско дрвеће (Magnolia liliiflora, Magnolia grandiflora). Род је добио назив по француском ботаничару Пјеру Магнолу (1638—1715).

## Врсте магнолија
- -{Magnolia subgenus Magnolia:
  - Magnolia delavayi
  - Magnolia fraseri
  - Magnolia globosa
  - Magnolia grandiflora
  - Magnolia guatemalensis
  - Magnolia macrophylla
    - Magnolia macrophylla subsp. ashei
    - Magnolia macrophylla subsp. dealbata

  - Magnolia nitida
  - Magnolia obovata
  - Magnolia officinalis
  - Magnolia sieboldii
  - Magnolia tripetala
  - Magnolia virginiana
  - Magnolia wilsonii}-

- -{Magnolia subgenus Yulania:
  - Magnolia acuminata
  - Magnolia amoena
  - Magnolia biondii
  - Magnolia campbellii
  - Magnolia cylindrica
  - Magnolia dawsoniana
  - Magnolia denudata
  - Magnolia kobus
  - Magnolia liliiflora
  - Magnolia salicifolia
  - Magnolia sargentiana
  - Magnolia sprengeri
  - Magnolia stellata
  - Magnolia zenii}-